# Comté de Gregory
Le comté de Gregory est un comté situé dans l'État du Dakota du Sud, aux États-Unis. En 2010, sa population est de 4 271 habitants. Son siège est Burke.

## Démographie
Selon l'American Community Survey, en 2010, 96,85 % de la population âgée de plus de 5 ans déclare parler l'anglais à la maison, 1,70 % l'espagnol, 0,59 % l'allemand et 0,86 % une autre langue.
| 1890 | 1900  | 1910   | 1920   | 1930   | 1940  |
| ---- | ----- | ------ | ------ | ------ | ----- |
| 295  | 2 211 | 13 061 | 12 700 | 11 420 | 9 554 |

| 1950  | 1960  | 1970  | 1980  | 1990  | 2000  |
| ----- | ----- | ----- | ----- | ----- | ----- |
| 8 556 | 7 399 | 6 710 | 6 015 | 5 359 | 4 792 |

| 2010  | - | - | - | - | - |
| ----- | - | - | - | - | - |
| 4 271 | - | - | - | - | - |